# Мери Малон
Мери Малон, известна още като Тифоидна Мери, (на английски: Mary Mallon; Typhoid Mary) е ирландска готвачка. Тя е първият човек в Съединените щати, идентифициран като асимптоматичен носител на патогена, свързан с коремния тиф. Предполага се, че е заразила 51 души, трима от които умират в хода на кариерата ѝ като готвач. Тя е била два пъти насилствено изолирана от органите на общественото здравеопазване и умира след общо близо три десетилетия в изолация.